# Amaro Antunes
Amaro Manuel Raposo Antunes (Vila Real de Santo António, 27 de novembro de 1990) foi um ciclista profissional português que correu em várias equipas nacionais e internacionais. Em janeiro de 2023 foi notificado pela União Ciclista Internacional (UCI) por irregularidades detectadas no passaporte biológico, por fortes suspeitas de doping ou outros métodos proibidos, tendo as vitórias na Volta a Portugal em risco. Em janeiro de 2023 anuncia o final da carreira por suposta "falta de motivação".
Em 6 de fevereiro de 2023, foi suspenso provisoriamente pela UCI por “uso de métodos proibidos e/ou substâncias proibidas”.
Em 28 de fevereiro de 2023, a UCI anuncia em comunicado que Amaro Antunes foi suspenso por quatro anos por «uso de métodos proibidos e/ou substâncias proibidas». Foi também deliberado a perda da vitória na edição de 2021 da Volta a Portugal, conquistada ao serviço da W52-FC Porto, mantendo, porém, os triunfos nas edições de 2020 e 2017. Vê ainda apagados os resultados nas Voltas de 2015 e 2016 — foi, respetivamente, 10.º e sexto da geral —, assim como na Volta ao Algarve de 2017, na qual venceu a quinta etapa, com final no alto do Malhão (Loulé), e foi quinto na classificação final.

## Palmarés
- 2008
  - Campeonato de Portugal Contrarrelógio Junior  
  - Campeonato de Portugal em Estrada Junior
- 2015
  - Grande Prémio da Beira Baixa
- 2017
  - Clássica da Arrábida
  - Troféu Joaquim Agostinho, mais 1 etapa
  - 1 etapa da Volta a Portugal
- 2018
  - Tour de Malopolska, mais 1 etapa
- 2019
- 2020
  - Volta a Portugal, mais 1 etapa

## Resultados nas Grandes Voltas
| Carreira        | 2011 | 2012 | 2013 | 2014 | 2015 | 2016 | 2017 | 2018 | 2019 |
| --------------- | ---- | ---- | ---- | ---- | ---- | ---- | ---- | ---- | ---- |
| Giro d'Italia   | -    | -    | -    | -    | -    | -    | -    | -    | 54º  |
| Tour de France  | -    | -    | -    | -    | -    | -    | -    | -    | -    |
| Volta a Espanha | -    | -    | -    | -    | -    | -    | -    | -    | -    |

-: não participa 

Ab.: abandono 